# Anansus ewe
Anansus ewe är en spindelart som beskrevs av Huber 2007. Anansus ewe ingår i släktet Anansus och familjen dallerspindlar.
Artens utbredningsområde är Ghana. Inga underarter finns listade i Catalogue of Life.